# Real Love (chanson de Mary J. Blige)
Pour les articles homonymes, voir Real Love.
Singles de Mary J. Blige
You Remind Me
(1991) Reminisce
(1992)
Real Love est une chanson de l'artiste américaine Mary J. Blige issue de son premier album studio What's the 411?. Elle sort en single le 25 août 1992 sous le label Uptown Records.

## Performance dans les hits-parades
| Classement (1992)              | Meilleure position |
| ------------------------------ | ------------------ |
| Royaume-Uni (UK Singles Chart) | 26                 |
| États-Unis (Hot 100)           | 7                  |
| États-Unis (Dance Club Songs)  | 39                 |
| États-Unis (R&B/Hip-Hop Songs) | 1                  |